# Joris Grosjean
Joris Grosjean (* 29. Juli 1993) ist ein französischer Badmintonspieler. 

## Karriere
Joris Grosjean nahm 2010 im Herrendoppel an den Badminton-Weltmeisterschaften teil. Er verlor dabei in Runde eins und wurde somit 33. in der Endabrechnung. Bei den Junioreneuropameisterschaften des Folgejahres gewann er Bronze in der gleichen Disziplin. Bei den Estonian International 2011 wurde er Zweiter.

## Sportliche Erfolge
| Saison    | Veranstaltung                                   | Disziplin    | Platz | Name                          |
| --------- | ----------------------------------------------- | ------------ | ----- | ----------------------------- |
| 2005/2006 | Französische Nachwuchsmeisterschaft (Benjamins) | Mixed        | 1     | Joris Grosjean / Cindy Guérin |
| 2007/2008 | Französische Nachwuchsmeisterschaft (Minimes)   | Mixed        | 1     | Joris Grosjean / Léa Palermo  |
| 2010      | Weltmeisterschaft                               | Herrendoppel | 33    | Joris Grosjean / Lucas Corvée |
| 2011      | Junioreneuropameisterschaft                     | Herrendoppel | 3     | Joris Grosjean / Lucas Corvée |
| 2011      | Estonian International                          | Herrendoppel | 2     | Joris Grosjean / Lucas Corvée |

## Referenzen
- Joris Grosjean beim Badminton-Weltverband

| Personendaten    | Personendaten                  |
| ---------------- | ------------------------------ |
| NAME             | Grosjean, Joris                |
| KURZBESCHREIBUNG | französischer Badmintonspieler |
| GEBURTSDATUM     | 29. Juli 1993                  |